# Комаров, Иван Яковлевич
Иван Яковлевич Комаров (1927 — 6 апреля 1973) — передовик советской строительной отрасли, бригадир штукатуров-маляров строительного управления № 3 треста № 46 Министерства строительства РСФСР, город Рубцовск Алтайского края, Герой Социалистического Труда (1966).

## Биография
Родился в 1927 году в селе Коробейниково Сибирского края, в семье русских. В 1943 году начал свою трудовую деятельность. В городе Ойрот-Тура он работал в системе промышленной кооперации разнорабочим. 
В 1947 году по комсомольской путёвки переехал работать в город Рубцовск в строительное управление № 3 треста № 46. Сначала трудился разнорабочим в бригаде штукатуров-маляров. В 1950 году назначен бригадиром. В 1961 году его бригада стала одной из первых, кому было присвоено звание "Бригада коммунистического труда". 
В своей работе Иван Яковлевич постоянно уделял внимание совершенству и обучению новым технологиям. Не боялся применять новые методики. В 1955 году вступил в КПСС. Отработал на одном производстве 26 лет. Был почётным и уважаемым строителем.  
Указом Президиума Верховного Совета СССР от 11 августа 1966 года за достижение высоких показателей в строительстве Ивану Яковлевичу Комарову было присвоено звание Героя Социалистического Труда с вручением ордена Ленина и медали «Серп и Молот».  
Неоднократно избирался депутатом городского Совета депутатов трудящихся. В 1968 году был избран членом Алтайского крайкома КПСС, в 1971 году - Рубцовского горкома КПСС. С 1970 года председатель построечного комитета СУ-3. 
Проживал в городе Рубцовске. Умер 6 апреля 1973 года. 

## Награды
За трудовые успехи был удостоен:
- золотая звезда «Серп и Молот» (11.08.1966)
- орден Ленина (11.08.1966)
- Медаль «За доблестный труд в Великой Отечественной войне 1941—1945 гг.» (1948)
- Медаль «За освоение целинных земель»
- Заслуженный строитель РСФСР (1962)
- другие медали.